# Yerrakatar Lerrnagagat'
Yerrakatar Lerrnagagat' är ett berg i Armenien. Det ligger i den nordvästra delen av landet, 140 kilometer nordväst om huvudstaden Jerevan. Toppen på Yerrakatar Lerrnagagat' är 3 007 meter över havet, eller 261 meter över den omgivande terrängen. Bredden vid basen är 17,0 km. Yerrakatar Lerrnagagat' ingår i Chyldyrskiy Khrebet.
Terrängen runt Yerrakatar Lerrnagagat' är huvudsakligen kuperad. Runt Yerrakatar Lerrnagagat' är det ganska tätbefolkat, med 129 invånare per kvadratkilometer.. Det finns inga samhällen i närheten.
Trakten runt Yerrakatar Lerrnagagat' består i huvudsak av gräsmarker.